# Sphodromantis aethiopica
Sphodromantis aethiopica är en bönsyrseart som beskrevs av Scott LaGreca och Atilio Lombardo 1987. Sphodromantis aethiopica ingår i släktet Sphodromantis och familjen Mantidae. Inga underarter finns listade i Catalogue of Life.